# Rodzeństwo Prevców

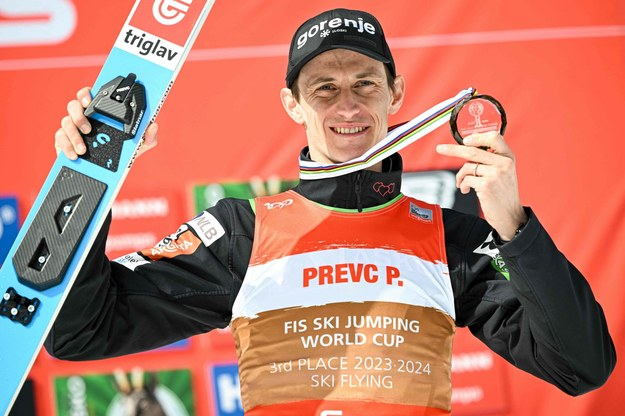
Peter Prevc

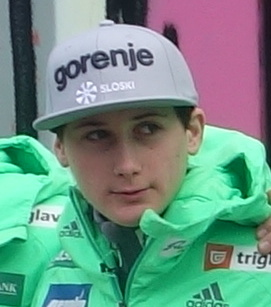
Cene Prevc

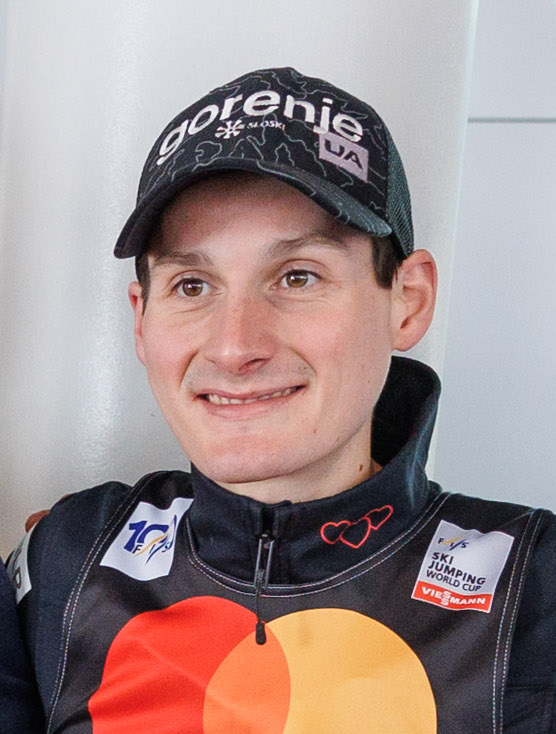
Domen Prevc

Rodzeństwo Prevców – słoweńskie rodzeństwo, znane z sukcesów sportowych w dziedzinie skoków narciarskich. Do jego przedstawicieli należą Peter, Domen, Cene oraz Nika Prevcowie uprawiający skoki narciarskie, a także Ema Prevc, nieuprawiająca tego sportu. Wszyscy jego członkowie uprawiający skoki narciarskie przynajmniej raz w karierze stanęli na podium indywidualnego konkursu Pucharu Świata.

## Rodzina Prevców

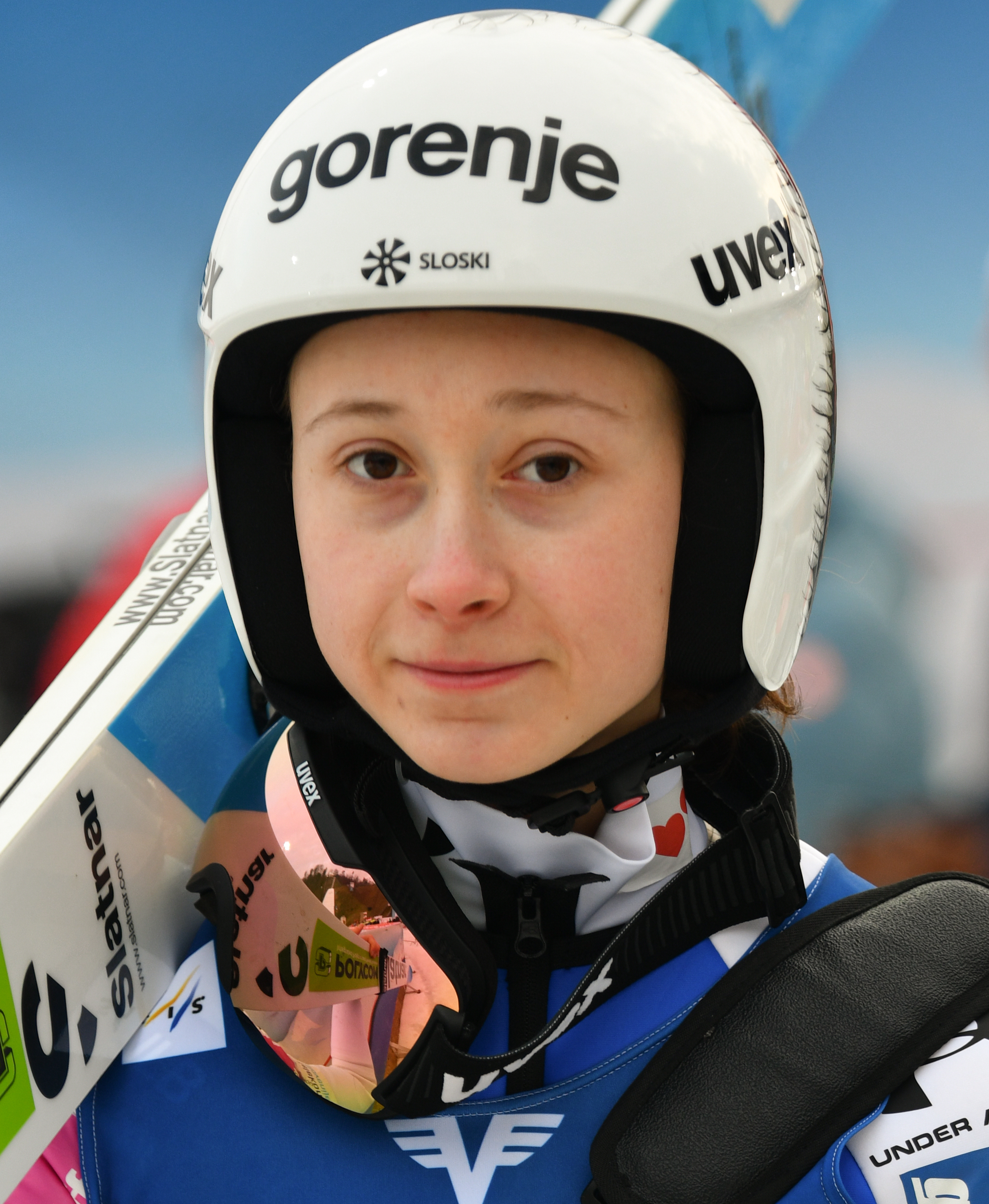
Nika Prevc

Peter (urodzony w 1992 roku), Cene (urodzony w 1996), Domen (urodzony w 1999), Nika (urodzona w 2005) i Ema (urodzona w 2009) to dzieci Božidara Prevca i jego żony Julijany. Oprócz Emy wszyscy członkowie rodzeństwa Prevców uprawiali skoki narciarskie. Rodzina początkowo mieszkała w miejscowości Dražgose, ale z czasem przeniosła się do miejscowości Dolenja vas w gminie Železniki, w której znajdowała się skocznia narciarska Bregarca. Jako pierwszy skoki zaczął trenować Peter, a w związku z jego sukcesami trenowaniem tej dyscypliny zainteresowała się również reszta rodzeństwa.

## Kariera
Rodzeństwo reprezentowało klub SK Triglav Kranj. W grudniu 2015 roku po raz pierwszy w historii Pucharu Świata w skokach narciarskich na podium stanęło jednocześnie dwóch zawodników będących rodzeństwem – Peter i Domen Prevcowie. Cene Prevc zakończył karierę po sezonie 2021/2022, a Peter Prevc po sezonie 2023/2024.

## Przedstawiciele rodzeństwa i ich osiągnięcia indywidualne
- Peter Prevc – srebrny i brązowy indywidualny medalista igrzysk olimpijskich, srebrny i brązowy indywidualny medalista mistrzostw świata, mistrz świata w lotach, zwycięzca Turnieju Czterech Skoczni, zwycięzca Pucharu Świata w skokach narciarskich i dwukrotnie drugi zawodnik tego cyklu, trzykrotny zwycięzca Pucharu Świata w lotach narciarskich, pierwszy zawodnik, który oddał 250-metrowy skok[8], zwycięzca największej liczby konkursów w ciągu jednego sezonu Pucharu Świata[9], zwycięzca 24 konkursów Pucharu Świata, 62 razy na podium w tych konkursach, uznawany za jednego z najlepszych skoczków XXI wieku[10]

- Cene Prevc – zwycięzca FIS Cupu, jedno podium w konkursie Pucharu Świata, jeden sezon zakończony w pierwszej dziesiątce Pucharu Świata; większość sukcesów odniósł drużynowo

- Domen Prevc – indywidualny mistrz świata, zwycięzca Pucharu Świata w lotach narciarskich, zwycięzca dziewięciu konkursów Pucharu Świata, 20 razy na podium w tych konkursach (stan po sezonie 2024/2025), dwa sezony zakończone w pierwszej dziesiątce Pucharu Świata, uznawany za specjalistę od lotów narciarskich[11][12], rekordzista świata w długości skoku narciarskiego w zawodach organizowanych przez FIS (254,5 m)[13], znany z agresywnego stylu lotu[14]

- Nika Prevc – podwójna zwyciężczyni Pucharu Świata, podwójna indywidualna mistrzyni świata i dwukrotna zwyciężczyni Turnieju Dwóch Nocy, zwyciężczyni kobiecego Raw Air, zwyciężczyni 22 konkursów Pucharu Świata, 32 razy na podium w tych konkursach (stan po sezonie 2024/25), rekordzistka świata kobiet w długości skoku narciarskiego (236 m)